# رونالد هاینس
رونالد هاینس (انگلیسی: Ronald Hines؛ ‏ ۲۰ ژوئن ۱۹۲۹ – ۲۸ مارس ۲۰۱۷) بازیگر اهل بریتانیا بود.
از فیلم‌ها یا مجموعه‌های تلویزیونی که وی در آن‌ها نقش داشته‌است، می‌توان به جک قاتل، دانکرک، سکوت خشمناک، جلسه احضار ارواح در یک بعدازظهر بارانی، وینستون جوان، زخم عمیق و پوآرو اشاره نمود.